# Saemangeum

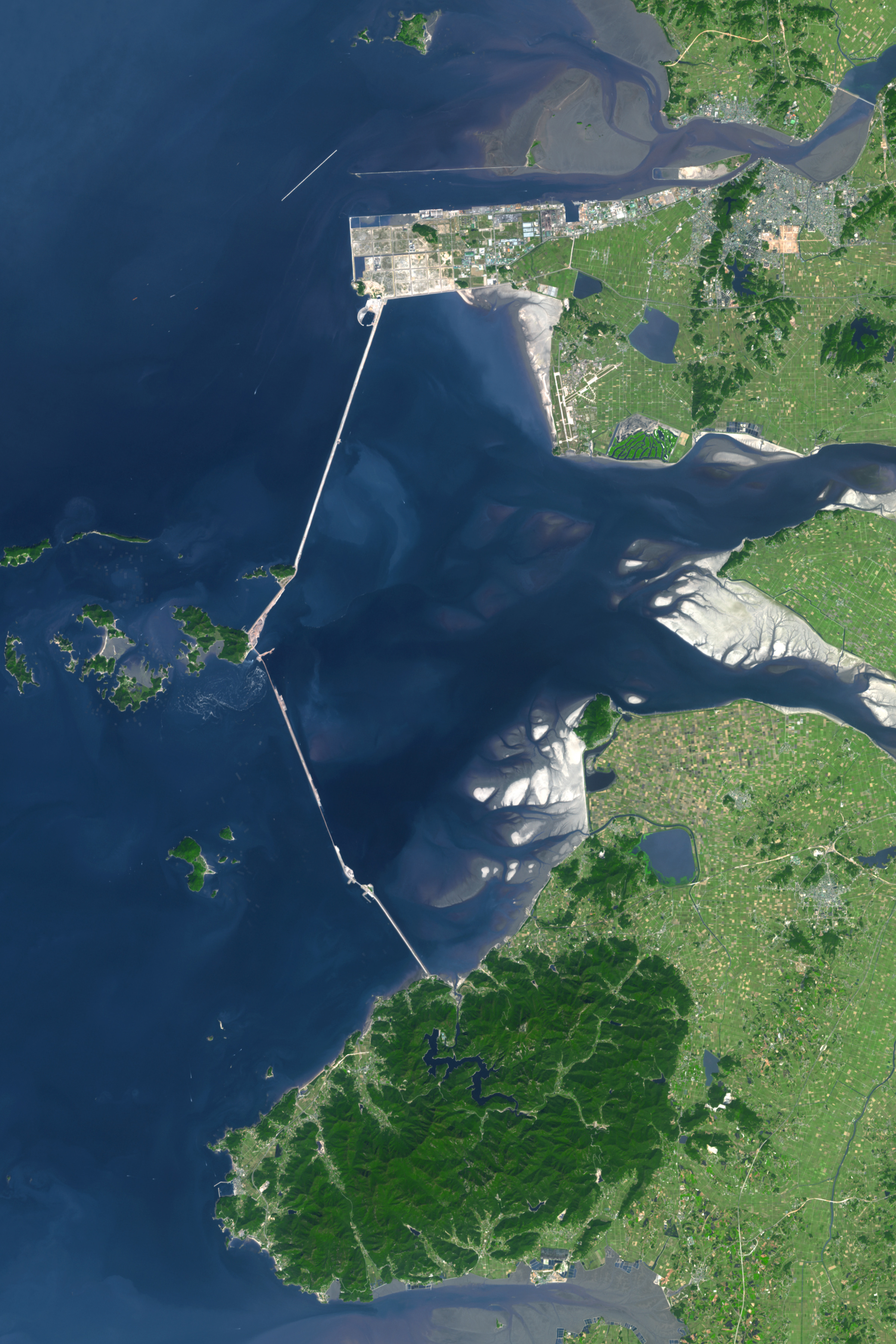
Satellitkarta från 2004 över Saemangeum där havsmuren är synlig.

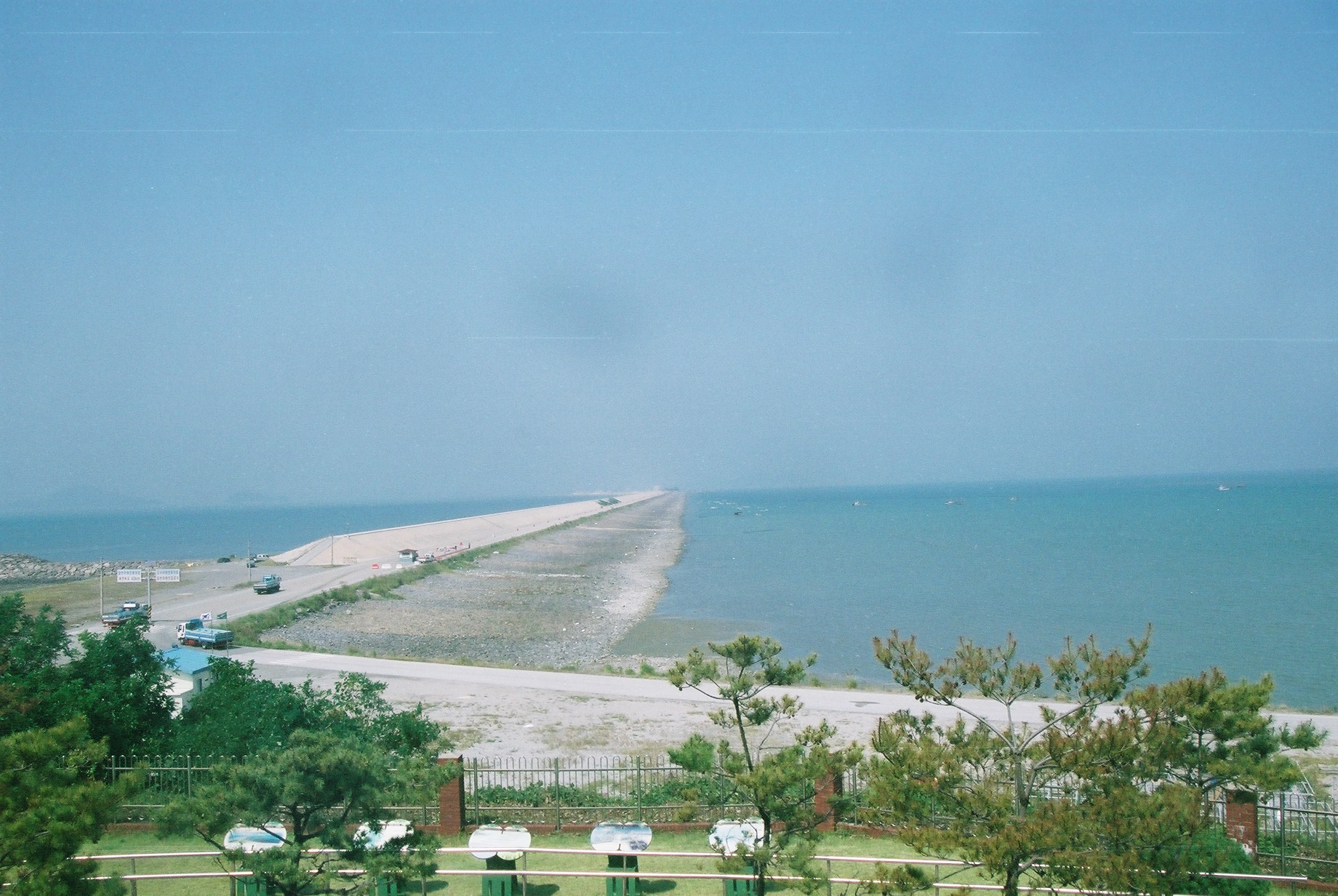
Havsmuren som byggts för att dämma upp Saemangeum.

Saemangeum eller saemangeumhavet är ett tidvattenspåverkat estuarium vid kusten av Gula havet i Sydkorea. Området ligger vid mynningen av floderna Dongjin och Mangyeong i provinsen Nordjeolla, precis söder om estuariet som bildas vid mynningen av floden Geum.
Saemangeum dämdes upp med en mur på order av Sydkoreas regering, vilken stod klar i april 2010, efter en lång kamp mellan regeringen och miljöaktivister. Området är planerat att bli antingen jordbruksmark eller industriområde. Tidigare har området istället spelat en viktig roll som habitat för flyttfåglar och fördämningen kommer påverka många arter mycket negativt. Cirka 400 000 vadarfåglar var beroende av området som rast- och födoplats under den 24,000 km långa flytten mellan Asien och Alaska och Ryssland, däribland de två utrotningshotade arterna trädsäppa och skedsnäppa.
Projektet med att dämma upp Saemangeum påbörjades 1991 men försenades på grund av en mängd rättsfall initierade av olika miljörrörelser. Fördämningsmuren är 33 kilometer lång och ersätter en kuststräcka som tidigare var över 100 kilometer lång. Efter att estuariet är helt fyllt kommer en ytan på ungefär 400 km2 (ungefär lika stort som två tredjedelar av Seoul) ha adderats till den koreanska halvön, vilket gör projektet till ett av historiens största i sitt slag.

## Ytterligare läsning
- Moores, N.; Battley, P.; Rogers, D.; Park M-N; Sung H-C; Van de Kam, J.; & Gosbell, K. (2006). Birds Korea – AWSG Saemangeum Shorebird Monitoring Program Report, 2006. Birds Korea publication: Busan.